# Amtsgericht Medingen

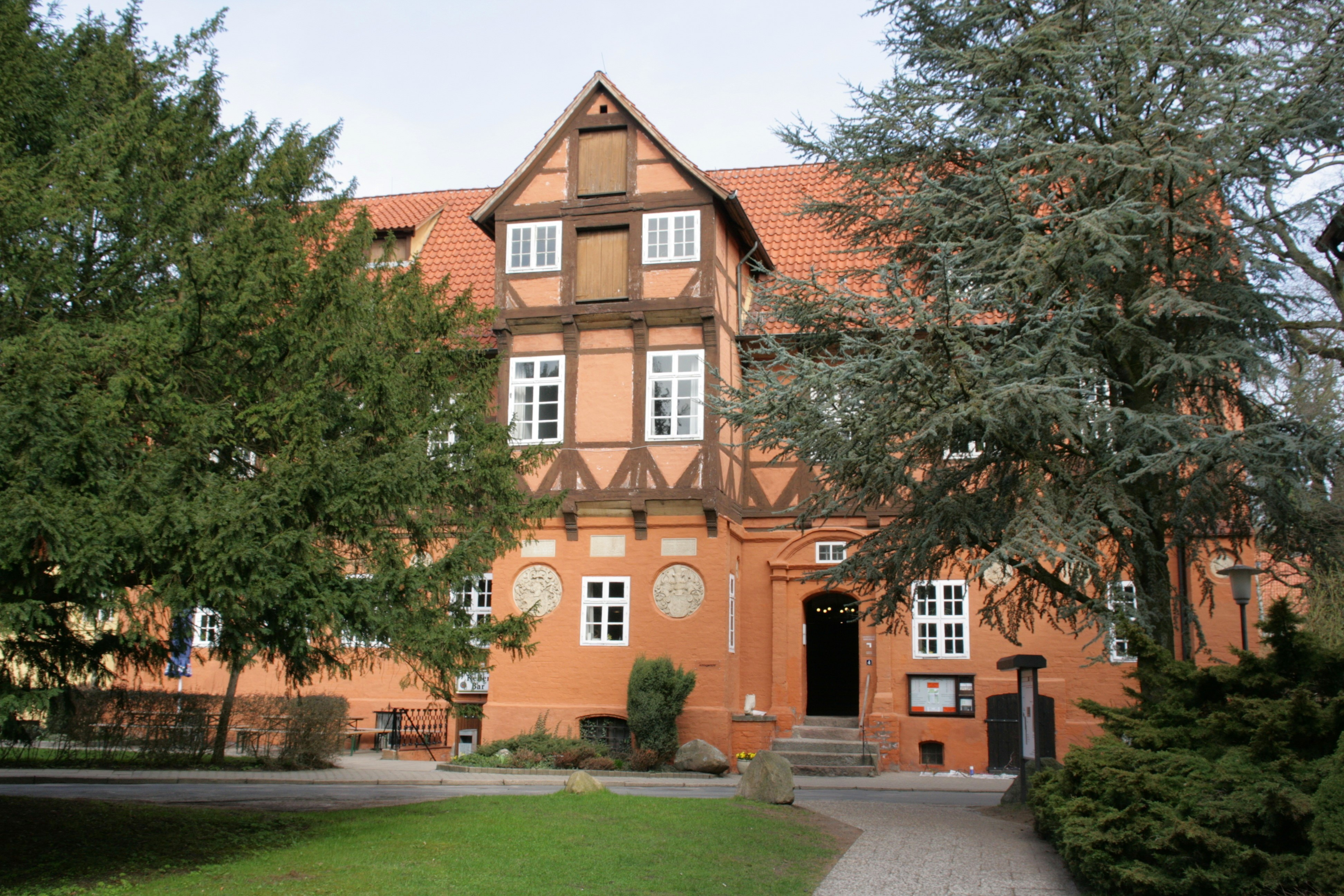
Amtsgerichtsgebäude

Das Amtsgericht Medingen (seit der Eingemeindung 1972 Amtsgericht Bevensen) war ein Gericht der ordentlichen Gerichtsbarkeit in Medingen.
Nach der Revolution von 1848 wurde im Königreich Hannover die Rechtsprechung von der Verwaltung getrennt und die Patrimonialgerichtsbarkeit abgeschafft.
Das Amtsgericht wurde daraufhin mit der Verordnung vom 7. August 1852 die Bildung der Amtsgerichte und unteren Verwaltungsbehörden betreffend als königlich hannoversches Amtsgericht gegründet.
Es umfasste das Amt Medingen.
Das Amtsgericht war dem Obergericht Lüneburg untergeordnet. Mit der Annexion Hannovers durch Preußen wurde es 1866 zu einem preußischen Amtsgericht in der Provinz Hannover.
Mit den Reichsjustizgesetzen wurde 1879 die Gerichtsorganisation reichsweit einheitlich geregelt. Das Amtsgericht Medingen blieb bestehen. Der Amtsgerichtsbezirk umfasste das Amt Medingen bis auf den Teil des Amtes der zum Amtsgericht Uelzen gehörte. Das Amtsgericht Medingen war eines von zwölf Amtsgerichten im Bezirk des Landgerichtes Lüneburg im Gebiet des Oberlandesgerichtes Celle. Das Gericht hatte damals eine Richterstelle und war ein kleines Amtsgericht im Landgerichtsbezirk.
Mit der Eingemeindung nach Bevensen 1972 erhielt das Gericht den Namen Amtsgericht Bevensen.
Im Jahre 1977 kaufte das Land Niedersachsen das denkmalgeschützte alte Amtsgericht in Medingen und baute es zum Tagungszentrum für das Gustav Stresemann Institut um.